# Patrick Mercado
Patrick Mercado, né le 3 octobre 1951 à Paris et mort le 26 février 2023 à Laval, est un écrivain et un acteur français, auteur de roman policier.

## Biographie
Il travaille comme chef électricien pour le cinéma. Il réussit à décrocher quelques seconds rôles dans plusieurs films, dont, en 1998, celui de Charly dans La Vie rêvée des anges réalisé par Érick Zonca.
Grand voyageur, il vit plusieurs années au Cambodge, au Laos et au Viêt Nam.  Il utilisera ces expériences dans ses romans, notamment Scooter Triades, publié en 1997, « un récit d'action mené tambour battant ponctué de morts violentes, de trahisons et de manipulations ».

## Œuvres

### Romans
- Cheval de feu, Paris, LM-"Le Point", coll. « Pavé noir » (1995)  (ISBN 2-904463-08-9)
- Scooter Triades, Paris, Éditions Baleine, coll. « Instantanés de polar » no 86 (1997)  (ISBN 2-84219-091-2)
- Itinéraire d'un fuyard, Paris, Alpha bleue, coll. « Alpha bleue littérature » (1998)  (ISBN 2-86469-088-8)
- Les Anges du Mékong, Paris, Hachette Tourisme, coll. « Le Polar du routard » (1999)  (ISBN 2-01243-075-9)
- K.O. final au Sénégal, Paris, Hachette Tourisme, coll. « Le Polar du routard » (2000)  (ISBN 2-01243-305-7)
- Des gourous et des douleurs, Paris, Éditions Baleine, coll. « Le Poulpe » no 197 (2000)  (ISBN 2-84219-280-X)
- Les Paupiettes de Paulette, Paris, Éditions Baleine, coll. « Série grise » no 18 (2002)  (ISBN 2-84219-402-0)

### Nouvelles
- Plaftard, dans la revue Caïn no 26 (1998)
- "Tombouctou allô...", dans Lignes noires, spécial festival 2002 (2002)
- Gisèle, dans le recueil Les Sept Familles du polar, Éditions Baleine (2000)  (ISBN 2-84219-305-9)

## Filmographie

### Télévision
- 1989 : Le Gang des limousines, épisode de la série télévisée française David Lansky
- 1992 : Maigret et les Plaisirs de la nuit, épisode de la série télévisée française Maigret
- 1994 : 3615 Pretty Doll, épisode de la série télévisée française Les Cordier, juge et flic
- 1998 : 36 quai des ombres, épisode de la série télévisée française Commissaire Moulin

### Cinéma
- 1997 : Tortilla y cinema, film franco-espagnol réalisé par Martin Provost
- 1998 : La Vie rêvée des anges, film français réalisé par Érick Zonca
- 1999 : Un dérangement considérable, film français réalisé par Bernard Stora
- 2001 : Mademoiselle, film français réalisé par Philippe Lioret
- 2001 : Les Morsures de l'aube, film français réalisé par Antoine de Caunes
- 2001 : Grégoire Moulin contre l'humanité, film français réalisé par Artus de Penguern
- 2003 : France Boutique, film français réalisé par Tonie Marshall
- 2004 : Les Textiles, film français réalisé par Franck Landron

## Distinctions
- 1998 : Meilleur Second Rôle masculin (Prix du Public) au Festival Jean Carmet de Moulins pour son interprétation dans La vie rêvée des anges de Erick Zonca

## Sources
: document utilisé comme source pour la rédaction de cet article.
- Claude Mesplède (dir.), Dictionnaire des littératures policières, vol. 2 : J - Z, Nantes, Joseph K, coll. « Temps noir », 2007, 1086 p. (ISBN 978-2-910-68645-1, OCLC 315873361), p. 351-352.